# Хироџи Имамура
Хироџи Имамура (јап. 今村 博治; 27. април 1949) бивши је јапански фудбалер.

## Каријера
Током каријере је играо за Јанмар Дизел.

## Репрезентација
За репрезентацију Јапана дебитовао је 1976. године. За тај тим је одиграо 4 утакмице.

## Статистика
| Јапан  | Јапан   | Јапан  |
| Година | Наступи | Голови |
| ------ | ------- | ------ |
| 1976.  | 4       | 0      |
| Укупно | 4       | 0      |